# Златко Грушановић
Златко Грушановић (Лозница, 1976) је српски педагог, драмски писац, истраживач у области театрологије, педагогије, културне историје Срба и науке о књижевности. Доктор је филолошких наука.
Тренутно обавља функцију директора Завода за унапређивање образовања и васпитања Републике Србије. У оквиру свог рада, активно је учествовао у креирању стандарда компетенција за наставнике, као и у осмишљавању стручних програма усавршавања за наставнички кадар. Такође, сарађивао је на националним и међународним пројектима усмереним на унапређивање квалитета образовања.
Аутор је више књига научне, стручне и школске литературе. Писац је десетина краћих и дужих драмских облика по којима је изведено неколико представа, од којих је већина објављена 2024. у двотомном избору У драмском шипражју у издању Дома културе Студентски град и Удружења драмских писаца Србије.

## Биографија
Грушановић рођен је 1976. године у Лозници. Основну школу „Анта Богићевић” и Средњу економску школу завршио је у свом родном граду.
На Филолошком факултету Универзитета у Београду дипломирао је на групи за српску књижевност и језик са општом књижевношћу 2003. године. Године 2007. стекао је звање магистра наука о драмским уметностима на Факултету драмских уметности Универзитета у Београду, са магистарском тезом „Драматургија Љубомира Симовића”. Докторирао је 2018. године на Филолошком факултету Универзитета у Београду, одбранивши дисертацију „Типови хероја у српској култури и друштву од 1990. до 2000. (српска драма)”. Његова главна научна област је театрологија, са допунским усмерењем на културну историју Срба и науку о књижевности.
Успешно је комбиновао теоријски рад са практичним искуством, чиме је значајно допринео не само академској заједници, већ и образовној пракси у Србији. Његов допринос препознат је кроз доделу Светосавске награде 2015. године за изузетан рад у области образовања и васпитања.

### Педагошки и руководећи рад
Златко Грушановић започео је своју професионалну каријеру као наставник српског језика и књижевности у основним школама у Србији, укључујући школе „Ратко Митровић” и „Вук Караџић” у Београду. Од 2005. године био је ангажован као професор српског језика, грађанског васпитања, медијатекар и библиотекар, а од 2007. године преузима функцију заменика директора школе „Вук Караџић”, а затим и директора, коју обавља до 2017. године. Од 2017. године обавља функцију директора Завода за унапређивање образовања и васпитања. У овом својству, Грушановић је, између осталог, руководио пројектима који су укључивали израду и акредитацију наставних програма, дигитализацију учења и развој инклузивног образовања. Његов рад у Заводу посебно је био усмерен на неговање националних вредности у образовном систему, обуку наставника, као и подршку школама у Србији и дијаспори.

### Уметнички рад
Друга значајна област рада Златка Грушановића је драматургија и позориште. Као аутор и драмски педагог, створио је бројна позоришна дела и стручна дела која су препозната како у образовним и истраживачким, тако и у професионалним позоришним круговима.
Његове представе често служе као образовни алат, подстичући инклузију и друштвену одговорност. Овај приступ му је донео бројна признања и значајно место у српској драмској педагогији.

### Научни и стручни рад
Грушановић је објавио више научних радова који обухватају области театрологије, педагогије и српске културне историје. Његова монографија Три драме Љубомира Симовића (2010) представља темељну анализу драмског стваралаштва овог српског писца и победник је конкурса Задужбине Андрејевић. Његов докторски рад о херојима у српској драми деведесетих година 20. века резултирао је бројним публикацијама, укључујући чланке у престижним часописима као што су Књижевност и језик, Театрон, Зборник Матице српске за књижевност и језик и Књижевна историја, да би 2021. био објављен целовито, као високо оцењена монографија Нестанак хероја на крају миленијума у српској драми и друштву.
Његов рад обухвата и методичке приручнике за наставнике, попут „Драматизација у настави” (2011), као и више приручника и читанки за основне школе, који су у широкој употреби у Србији.

## Књиге
Стручно-научне монографије
- Грушановић, Златко (2010): Три драме Љубомира Симовића. Београд: Задужбина Андрејевић (Библиотека Academia, 246). По тези „Драматургија Љубомира Симовића: магистарски рад“ из 2007.
- Грушановић, Златко (2011): Драматизација у настави: приручник за наставу српског језика и књижевности у основној и средњој школи. 1. изд. Београд: Klett.
- Грушановић, Златко (2021): Нестанак хероја на крају миленијума у српској драми и друштву. Београд: Задужбина Андрејевић (Библиотека Educatio, 69). По тези „Типологија хероја у српској култури и друштву од 1990. до 2000.: (српска драма): докторска дисертација“

Стручни радови
- 2019. Грушановић, Златко, Типологија хероја у српској драми деведесетих година XX века – Ђенерал Милан Недић Синише Ковачевића у Зборнику матице српске за књижевност и језик LXVII  2019 г, Нови Сад 883 – 901 стр,
- 2019.Грушановић, Златко, Типологија хероја у српској драми деведесетих година 20. века: Вида Огњеновић – Је ли било кнежеве вечере? у Узданица, Јагодина, 2019 године, 59–75 стр
- 2019.година, објављен рад Грушановић Златко, Типови хероја у српској драми од 1990. до 1994: Александар Поповић – Бела кафа, Књижевност и језик, Година LXVI, 2019, Београд, 31 - 47.стр
- 2019. година, објављен рад - Концепт хероја у друштву и српској драми крајем 20.века, часопис Театрон Пролеће – лето 186/187, 108 – 116.стр,2022 Разговори о педагошком раду Хуго Клајна, Театрон бр.198/199, Београд 2022
- 2021. Грушановић, Златко, Професор Клајн и ученици, у Зборнику матице српске за сценске уметности и музику, Нови Сад 2021, бр.63
- 2021. Грушановић Златко, Херој као књижевни и друштвени конструкт, Књижевна историја, Београд, Vol. 53 (2021) No.173, стр. 373 – 392.

Драме
- Грушановић, Златко (2019): Москвичем до драме У паклу. Београд: Плато издаваштво (Библиотека "Међу својима").
- Грушановић, Златко (2024): У драмском шипражју. [1], Мало драмско шипражје. Београд: Дом културе "Студентски град"; Удружење драмских писаца Србије - репрезентативно удружење у култури.
- Грушановић, Златко (2024): У драмском шипражју. [2], Велико драмско шипражје. Београд: Дом културе "Студентски град"; Удружење драмских писаца Србије - репрезентативно удружење у култури.

Школске књиге
- Ломпар, Весна; Несторовић, Зорица; Грушановић, Златко (2010): Српски језик за осми разред основне школе: радна свеска уз уџбенички комплет. 1. изд. Београд: Klett. Више поновљених издања.
- Несторовић, Зорица; Грушановић, Златко (ур.) (2010): Речи мудрости: читанка за осми разред основне школе. 1. изд. Београд: Klett. Више поновљених издања.
- Корак: читанка за шести разред основне школе (2012). 1. изд. Београд: Klett. Више поновљених издања.
- Мост: читанка за пети разред основне школе (2012). 1. изд. Београд: Klett. Више поновљених издања.
- Пут: читанка за седми разред основне школе (2012). 1. изд. Београд: Klett. Више поновљених издања.
- Читанка српског језика: за седми разред основне школе (2013). 1. изд. Београд: БИГЗ школство. Више поновљених издања.

## Театрографија (избор)
Позоришне представе по драмама Златка Грушановића:
- Мала принцеза – гостовања у: Народно позориште, Југословенско драмско позориште, Позориште на Теразијама (2008–2009)
- Дубравко и Сања – гостовања у: Позориште на Теразијама, Звездара театар (2010–2011)
- Тајне Дунава – школе и културни центри широм Србије (2015–2016)
- Москвичем до пакла – Београдско драмско позориште, Мало позориште Душко Радовић (2019–2021)

## Признања (избор)
- Повеља Драгослава Симића за најуспешнију дечју драмску представу (2009)
- Светосавска награда за допринос развоју образовања и васпитања (2015)
- Светосавска награда за допринос развоју образовања и васпитања ЗУОВ (2022)
- Награда града Београда „Деспот Стефан Лазаревић” за образовање (2022)
- Специјално признање на 27.избору ТОП 50 – најбоље онлајн ствари ЗУОВ НОП – национални образовни портал)2024
- Признање за допринос поновном оснивању Средње школе унутрашњих послова у Сремској Каменици, 2023